# دراژن اردموویچ

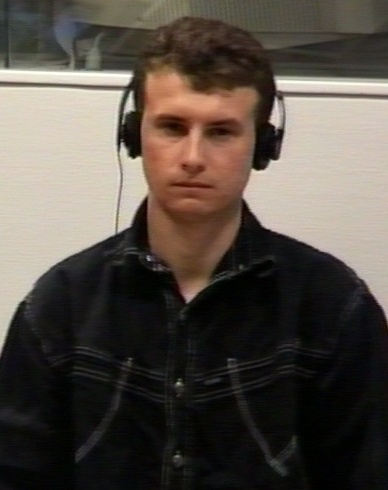
نگاره‌ای از درازن اردموویچ، نظامی سابق - ۲۰۲۰

درازن اردموویچ (Dražen Erdemović) (متولد ۲۵ نوامبر ۱۹۷۱) فردی بوسنیایی از قوم کروات است که در جنگ داخلی بوسنی در ارتش جمهوری صرب بوسنی خدمت کرد. او در ۱۶ ژوئیه ۱۹۹۵ بر خلاف میلش مجبور به شرکت در قتل‌عام تعداد زیادی از مردان غیرنظامی شهر سربرنیتسا گردید. اردموویچ در دادگاه کیفری بین‌المللی یوگسلاوی مدعی شد که این عمل را تحت اکراه انجام داده‌است، اما شعبه تجدید نظر دادگاه دفاع وی را قبول نکرده و او را به تحمل زندان محکوم نمود.

## شرح ماجرا
اردموویچ در آوریل ۱۹۹۴ به‌طور داوطلبانه به واحدی متشکل از افرادی از قومیت‌های مختلف در ارتش صرب بوسنی ملحق شد. بنا به شهادت وی، وظیفه او در این شغل شناسایی مواضع دشمن و خرابکاری در تجهیزات توپخانه بود. اما در ۱۶ ژوئیه ۱۹۹۵ وظیفه او به شکلی اساسی تغییر کرد، زیرا به او و تعداد دیگری از افراد واحدش فرمان داده شد برای انجام یک مأموریت محرمانه در مزرعه‌ای در روستای پیلیکا در شمال زوورنیک حضور به هم رسانند. وقتی او و همکارانش به مزرعه رسیدند به آن‌ها دستور داده شد که دسته‌ای از مردان غیرنظامی بین ۱۶ تا ۶۰ سال که با اتوبوس به مزرعه آورده شده بودند را اعدام نمایند. وقتی اردموویچ به مقام مافوق خود می‌گوید که او نمی‌خواهد در این قتل‌عام شرکت کند، فرمانده به وی می‌گوید که [اگر تمایلی به انجام این کار ندارد] می‌تواند خود نیز در کنار مردانی که قرار است اعدام شوند بایستد. اردموویچ بعد از ظهر آن روز در قتل تقریباً ۱۲۰۰ مرد و پسر بیگناه شرکت می‌کند. بعد از واقعه، مجدداً به او دستور داده می‌شود که در قتل ۵۰۰ غیرنظامی دیگر نیز مشارکت نماید. این بار وی از این کار خودداری کرده و به همراه سه سرباز دیگر در انجام این کشتار همکاری نمی‌کند. چند روز بعد یکی از افراد واحد او، اردموویچ را به خاطر شرکت نکردن در کشتار دوم هدف قرار می‌دهد و باعث مجروحیت شدید وی می‌شود. اگرچه چنین مجازاتی به‌طور رسمی برای وی مقرر نشده بود، اردموویچ شهادت داد که به گمان وی، هدف قرار گرفتن او به دستور یکی از افسرهای مافوق صورت گرفته بود. اردموویچ مدت کوتاهی پس از مرخص شدن از بیمارستان مشاهدات خود را با یک روزنامه‌نگار در میان گذاشت. پس از آن وی بازداشت شده و به لاهه فرستاده شد تا مورد محاکمه قرار گیرد.

### رأی شعبه تجدید نظر
نظر اکثریت قضات شعبه تجدید نظر دادگاه این بود که در حقوق بین‌الملل قاعده‌ای وجود ندارد که مانع از پذیرش دفاع اکراه در موارد قتل بی‌گناهان باشد، اما به هر حال سیاست‌ها و مصالح کیفری اقتضا می‌کند که در این پرونده اکراه به عنوان یک دفاع کامل مورد پذیرش قرار نگیرد. در مقابل، قضات اقلیت یعنی قاضی کاسسه و قاضی استفن با ارائه دلایلی با نظر فوق مخالفت کردند.